# Franco Bertinetti
Franco Bertinetti (Vercelli, 1923. július 14. – 10th arrondissement of Marseille, 1995. március 6.) olimpiai és világbajnok olasz párbajtőrvívó. Apja Marcello Bertinetti olimpiai bajnok párbajtőr- és kardvívó, fia Marcello Bertinetti olimpikon párbajtőrvívó.